# Laskowicze (obwód brzeski)
Laskowicze (biał. Ляскавічы, Laskawiczy; ros. Лясковичи, Laskowiczi) – wieś na Białorusi, w obwodzie brzeskim, w rejonie janowskim, w sielsowiecie Laskowicze, przy drodze magistralnej M10. Od południa graniczy z Janowem.
Znajduje się tu punkt pomiarowy Południka Struvego, w 2005 wpisany na listę światowego dziedzictwa UNESCO.

## Historia
W XIX i w początkach XX w. wieś i majątek ziemski należący do Kamieńskich, położone w Rosji, w guberni grodzieńskiej, w powiecie kobryńskim, w gminie Janów. Były wówczas siedziba parafii prawosławnej.
W dwudziestoleciu międzywojennym wyróżniano trzy miejscowości o tej nazwie: wieś, folwark i kolonię. Leżały one w Polsce, w województwie poleskim, w powiecie drohickim, w gminie Janów. Demografia w 1921 przedstawiała się następująco:
|                    | Liczba mieszkańców | Budynki | Narodowość | Narodowość | Narodowość | Narodowość  | Wyznanie          | Wyznanie   | Wyznanie |
| Białorusini        | Liczba mieszkańców | Budynki | Polacy     | Żydzi      | Rusini     | prawosławne | rzymskokatolickie | mojżeszowe |          |
| ------------------ | ------------------ | ------- | ---------- | ---------- | ---------- | ----------- | ----------------- | ---------- | -------- |
| wieś Laskowicze    | 546                | 79      | 521        | 10         | 10         | 5           | 533               | 3          | 10       |
| folwark Laskowicze | 15                 | 1       | 13         | 2          | –          | –           | 14                | 1          | –        |
| kolonia Laskowicze | 5                  | 1       | 5          | –          | –          | –           | 5                 | –          | –        |

Po II wojnie światowej w granicach Związku Sowieckiego. Od 1991 w niepodległej Białorusi.

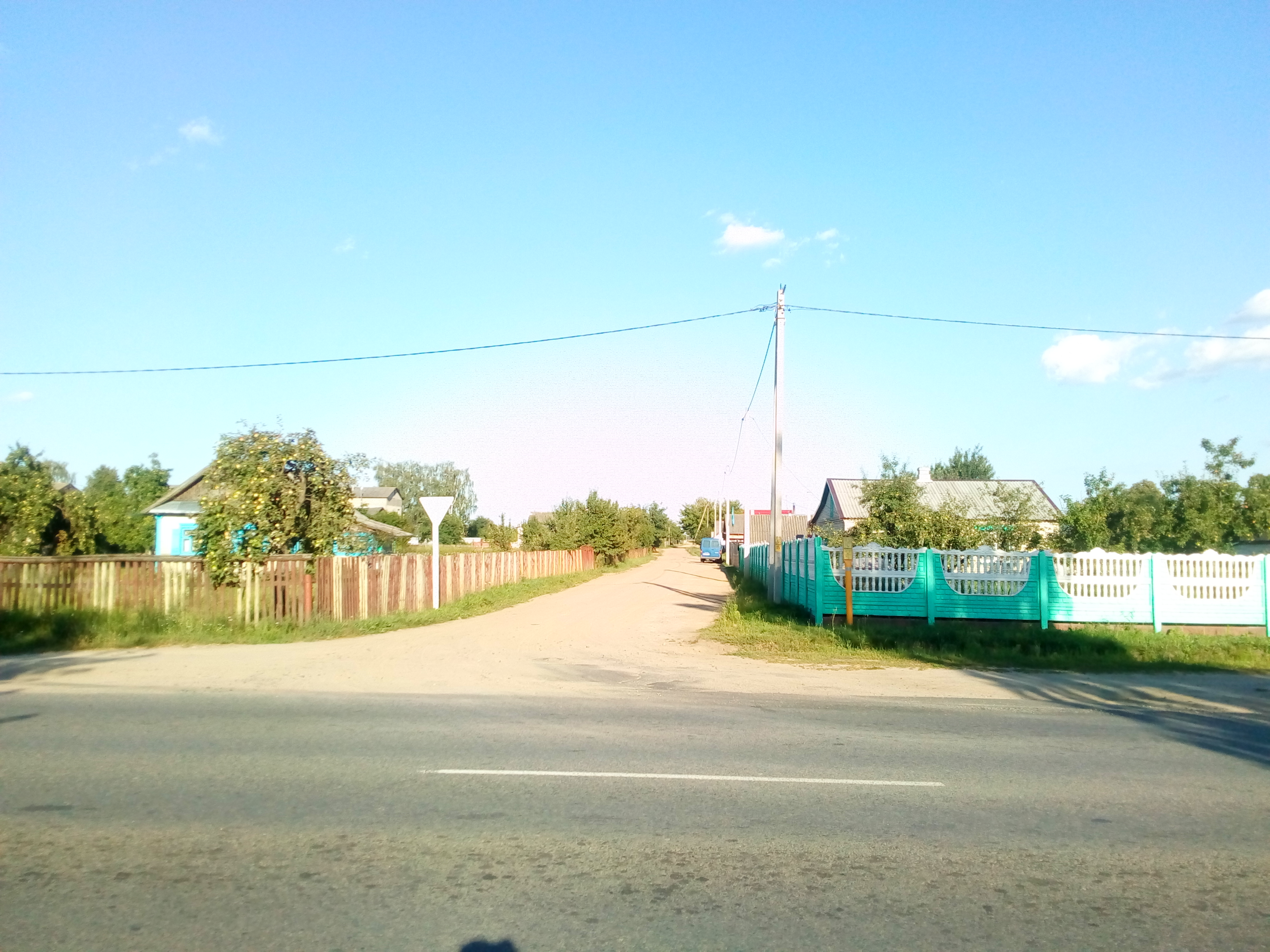
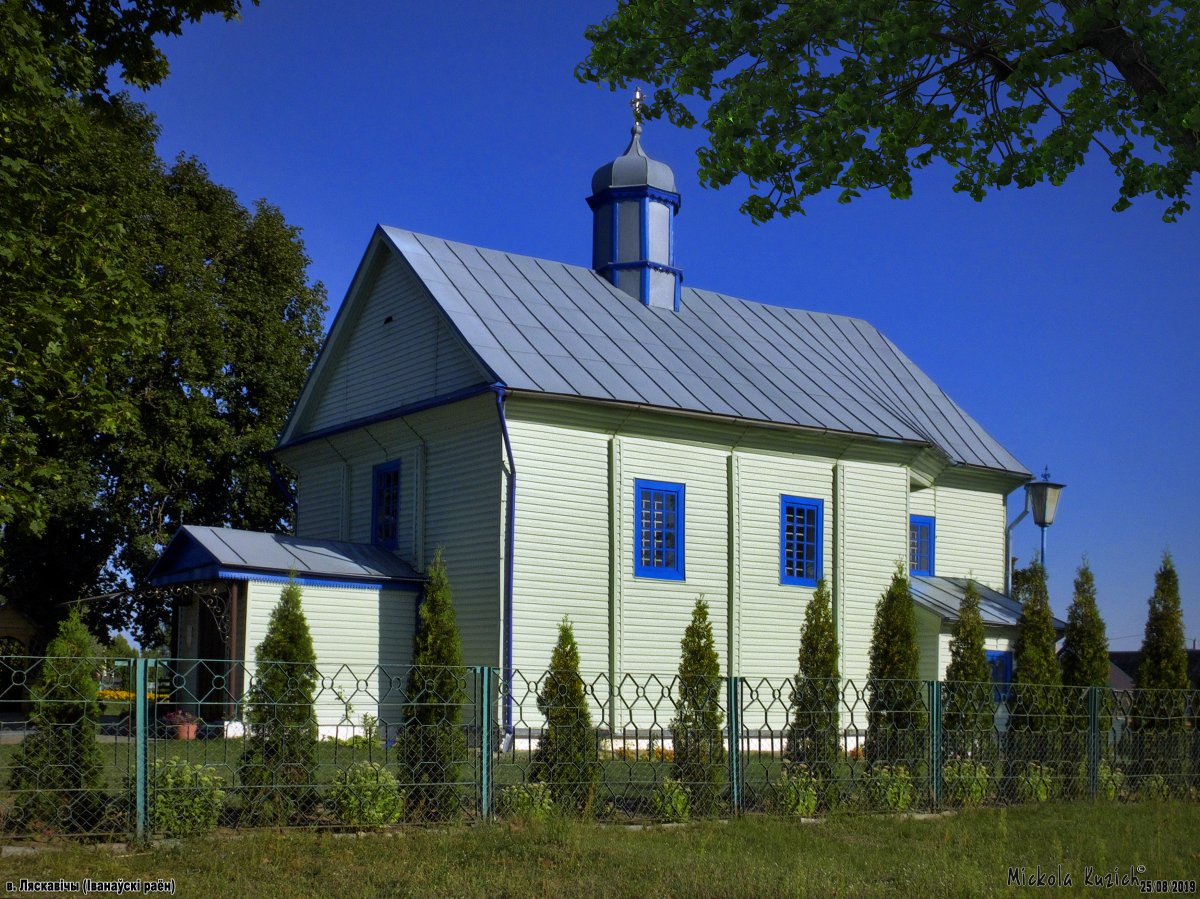
Zabytkowa cerkiew